# Daigo Takahashi
Daigo Takahashi (髙橋 大悟 Takahashi Daigo?, Yakushima, Kagoshima, 17 de abril de 1999) es un futbolista japonés que juega como delantero en el Giravanz Kitakyushu de la J3 League.

## Trayectoria
En 2018 se unió al Shimizu S-Pulse. Después de eso, jugó en el Giravanz Kitakyushu.

## Clubes
| Club                         | País  | Año       |
| ---------------------------- | ----- | --------- |
| Shimizu S-Pulse              | Japón | 2018-2022 |
| Giravanz Kitakyushu (cedido) | Japón | 2019-2021 |
| F. C. Machida Zelvia         | Japón | 2023-     |
| Oita Trinita (cedido)        | Japón | 2024      |
| Giravanz Kitakyushu (cedido) | Japón | 2025-     |